# 도라에몽

《도라에몽》의 주요 캐릭터의 동상이다.(다카오카 동화의 숲 공원 내 '도라에몽의 공터'에서)

《도라에몽》(일본어: ドラえもん 도라에몬[*])은 일본의 만화가 후지코 F. 후지오가 집필한 어린이 SF 만화이다. 일본에서는 1969년 쇼가쿠칸의 학년별 학습잡지와 월간 코로코로 코믹에서 연재가 시작되었고, 1970년 1월호부터라는 이름으로 1화씩 집필했다. 기본적으로 도라에몽은 1화 완결의 단편 만화이며, 일본 및 대한민국에서 단행본으로 45권이 출판되어 있다.
도라에몽의 주인공인 도라에몽은 로봇이지만, 만화 내에서 인간처럼 대우받고 있다. 도라에몽의 시간적 배경은 현대의 일본이지만 도라에몽의 도구를 사용하여 외국이나 우주, 과거나 미래로 이동할 수도 있다.
또한 《도라에몽》은 일본 내에서 높은 인기가 있다. 따라서 미디어 믹스도 활발히 이루어지고 있으며 장난감과 같은 캐릭터 상품도 높은 인기가 있다.

## 개요
도라에몽은 기본적으로 1화 완결형의 성격을 띠고 있다.. 기본적인 플롯은 "도라에몽의 주머니에서 꺼낸 다양한 비밀도구를 통해 노비타(노진구)에게 닥친 역경을 일시적으로 해결하지만 도구를 부적절하게 계속 사용한 결과, 보복을 받는다"는 설정이 많다. 다른 세계에서 온 주인공이 꺼낸 다양한 비밀도구들을 놓고 스토리를 전개하는 방식은 전작의 〈우메보시 덴카〉의 스토리 구도를 거의 그대로 따른, 실질적인 후속 작품이라고도 할 수 있다. 작가 후지코 F. 후지오는 SF 만화에 필요한 'if'(한국어: 만약, 일본어: もしも)라는 요소를 '스코시 후시기'(한국어: 약간의 신기함, 일본어: すこし・不思議, 영어: Sukoshi Fushigi)로 정의했다.
만화의 주인공은 도라에몽이지만 이야기의 주요 관점 인물은 노진구(노비타)이다.

### 줄거리
잘하는 것이라고는 낮잠, 사격, 실뜨기 같은 것 밖에 없는 평범한 초등학생 노진구. 그러던 어느 설날, 노진구(노비타)의 책상 서랍이 열리고 그 곳에서는 미래에서 온 고양이형 로봇 도라에몽과 노진구의 고손자인 노장구(노비 세와시)가 등장한다. 장구의 이야기에 의하면 노진구는 어른이 되어서도 여전히 불행하고, 취직도 하지 못해, 기업을 운영했지만 그마저도 파산해 막대한 빚이 생겨 남은 자손들이 힘들게 지내게 되었다고 한다.
그 후, 도라에몽과 노진구(노비타)는 말 그대로 베스트 프렌드가 된다. 진구의 곤란함과 필요성을 도라에몽에게 말하면 복부에 있는 4차원 주머니에서 꺼낸 ‘비밀도구’로 진구의 다양한 꿈과 열망을 마법처럼 이루어준다. 진구는 동네 친구들인 진구가 호감을 느끼는 신이슬(시즈카)와 비겁하고 나쁘지만 알고보면 여린 왕비실(스네오)와 골목대장이지만 속은 착한 만퉁퉁(자이언) 등과 함께 도구에 의존하면서도 반성하고 배우며, 그 과정에서 진구의 미래는 조금씩 더 나은 방향으로 바뀐다.

### 이야기의 변화
본작의 연재 시작 당초에는 도라에몽이 소동을 일으키는 개그 만화의 특색이 강했고 스토리성이 강한 작품은 보이지 않았다. 《월간 코로코로 코믹》 게재 시 책등의 문구는 '일본의 개그 만화 도라에몽'이 있었다. 그러나 연재가 진행되면서 점차 개그 만화의 특색이 엹어지고 작품의 스토리성이 강해져 갔다.
각 게재지마다 독자층이 초등학생 전학년으로 나뉘어 광범위하기 때문에, 독자의 나이 차이를 고려하고 작품 내용을 그린 뒤 그것을 나누어 연재하고 있었다. 저학년의 경우 쉬운 대사에 비밀도구의 즐거움을 주로 다루었으며, 중학년의 경우 노비타의 성장 스토리를 다룬 면이 강해지고, 고학년의 경우 환경 문제를 다루는 등 복잡한 내용도 늘어나고 있다. 또한 도안도 그리고 나눌 수 있고 저학년을 위한 이야기에서는 캐릭터의 등신이 작아 외모가 어려 보이지만 고학년용일수록 등신이 커지고 외모가 어른스럽다.
쇼가쿠칸 도라에몽 룸에서는 도라에몽과 노비타의 관계가 연재가 진행되는 가운데 변하고 있다고 저서에 쓰여 있다. 도라에몽은 역할을 마치고 미래로 돌아간 적이 있으며, 그 사건에 따라 “돌보는 자와 돌봄을 받는 자”의 관계는 끝나고 그 후로는 "같이 있고 싶어 같이 있는 관계"로 변했다는 것이다.

## 등장인물
- 도라에몽
- 노진구
- 신이슬
- 왕비실
- 만퉁퉁
- 도라미

## 내력

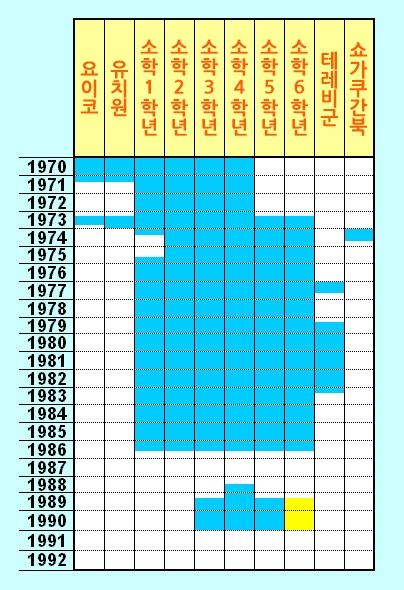
도라에몽 연재 기간 (단편, 반년 미만의 연재 및 대장편은 제외. 노란색은 타지와 동시 게재. 자세한 내용은 #게재지 참고)

1969년부터 쇼가쿠칸의 학년 잡지(《요이코》, 《유치원》, 《소학 1학년》, 《소학 2학년》, 《소학 3학년》, 《소학 4학년》)에서 연재하기 시작했다. 모두 1970년 1월호에서 당시의 저자 명의는 후지코 후지오. 1화마다 완결되는 단편 형식. 타이틀 로고는 소나무 육연에 따른 것으로 도라에몽의 손발을 이미지하고 있다.
후지코 F. 후지오가 집필한 작품은 총 1345화(단편, 중편, 장편). 그러나 일부는 집필 당시의 치프 어시스턴트였던 다카야 겐지에 의해 집필되었다.
1987년 이후에는 저자인 후지모토의 건강의 문제가 있어 단편 연재는 적어졌다. 대장편(후술)을 제외한 작자 본인의 손에 의한 마지막 단발 작품은 총3회의 집중 연재 작품 〈가라파 별에서 온 남자〉(제45권 수록)이다.
《도라에몽》 본편 연재 외에 1974년에는 도라에몽의 여동생 도라미를 주인공으로 삼은 스핀오브 작품 《도라미짱》이 연재되었다가 후에 《도라에몽》 본편에 통합되었다.

### TV 애니메이션
1973년에 처음으로 애니메이션화되어 닛폰 TV계에서 반년간 방송되었다. 내용은 연재 시작 당초의 도타바타 희극의 색상이 강했다. 관동 지역의 시청률은 평균 6.6%로 높지는 않았지만 3쿨 째의 방영 진행이 결정 된 순간 사장의 갑작스러운 실종으로 인해 제작 회사인 닛폰 TV 동화는 해산 및 중단된다. 또한 1974년 3월에는 원작의 만화에서도 최종회 "잘 가, 도라에몽"이 연재되었지만 저자가 생각을 바꾸어서 다음달에 “돌아온 도라에몽”을 발표하고 연재는 계속된다.
1979년에 2번째로 애니메이션화되어 이번에는 TV 아사히계에서 방송되었다. 1974년 8월부터 발행이 시작된 원작의 단행본이 대히트가 되고 이전과는 달리 인기 작품으로 맞이한 애니메이션화가 되었다. 높은 인기를 얻고 동국의 간판 프로그램이 될 때까지 발전한 장수 프로그램이 되었다. 2005년에는 성우나 신에이 동화의 제작 스태프 등을 일신하는 대폭 리뉴얼이(영화판 포함) 진행되며 현재도 방송을 계속하고 있다. 자세한 내용은 이하의 내용을 참조한다.
- 도라에몽 (1973년 애니메이션)
- 도라에몽 (1979년 애니메이션)
- 도라에몽 (2005년 애니메이션)

### 대장편 도라에몽
1980년부터는 애니메이션 영화의 원작으로 장편의 집필을 시작, 이를 《대장편 도라에몽》이라고 칭하고 있다. 《도라에몽》의 장편 작품이며 영화 개봉에 선행하여 《월간 코로코로 코믹》에서 연재되었다. 일반적으로 집필하는 경우에는 1화 완결형의 단편작품이지만 대장편 도라에몽은 하나의 에피소드를 몇 차례에 나누어 연재한 스토리 만화 형식의 장편 작품이며 단행본도 도라에몽에서 독립한 대장편 도라에몽 시리즈로 발행하고 있다. 영화에 걸맞게 일상 생활이 아닌 스케일이 큰 무대에서 도라에몽 일행이 서로 협력해 어려움을 극복하고 성장하는 모험담이 그려진다. 요즘은 (대장편 도라에몽을 포함하면) 8개 잡지에 동시 연재하고 있다.
1996년에 후지코 F. 후지오가 사망한 후에도 후지코 F. 후지오 프로의 하기와라 신이치(무기와라 신타로)와 오카다 야스노리는 대장편 도라에몽 시리즈의 속권을 2004년까지 집필했다. 그러나 후지코프로 집필 건은 '만화판▷영화 시리즈'로 후지코 F. 후지오 본인이 집필한 권으로 구분되어 있다.
《도라에몽 노비타의 공룡 2006》 (2006년 공개) 이후 영화는 대장편 도라에몽으로서는 만화판이 집필되고 있지 않다. 그러나 《도라에몽 노비타의 신 마계대모험 ~7인의 마법사~》 (2007년 공개) 이후에는 “영화 스토리”로 오카다 야스노리(단행본에서는 “후지코 F. 후지오 프로” 명의)가 집필하였다. 단행본은 기간 5권. 순수한 만화판을 집필하는 것이 아니라 외전 만화를 집필하기도 한다(도라에몽의 파생 작품#영화 스토리 초특별편 참고).

### 도라에몽 문고
2004년에 모든 작품을 소장하고 있는 “도라에몽 문고”가 개설되었다. 작가의 고향으로 알려진 도야마현 다카오카시의 다카오카 역전 재개발 빌딩 “윙윙” 내의 다카오카 시립 중앙 도서관의 “도라에몽 코너”와 도야마 대학 요코야마 연구실이 있다. 이것은 도라에몽 연구로 잘 알려진 도야마 대학의 요코야마 야스유키 교수가 수집한 단행본 총 671권을 기증할 의사를 밝히고 도서관 측도 이에 협력하여 실현한 것이다.
이곳에서는 수집가들도 찾기 힘든 초판 1쇄 단행본 제1권부터 제10권까지를 포함한 전 45권을 소장하고 있다. 책의 내용은 잡지에 게재된 모든 작품을 실물 크기로 복사하고 풀 컬러 작품 모두를 풀 컬러로 복사하여 그것을 제본한 것이다.
출판된 전집으로는 〈후지코 F. 후지오 대전집〉의 《도라에몽》(전20권) 및 《대장편 도라에몽》(전6권)을 들 수 있다.

### 게재지
모두 쇼가쿠칸에서 발행.
- 《요이코》
  - 1970년 1월호 ~ 1971년 4월호, 1972년 10,11월호, 1973년 2월호 ~ 10월호
- 《유치원》
  - 1970년 1월호 ~ 1971년 3월호, 1972년 10월호, 1973년 3월호 ~ 12월호
- 《소학 1학년》
  - 1970년 1월호 ~ 1974년 3월호, 1975년 3월호, 1975년 9월호 ~ 1986년 8월호, 1987년 4,5월호, 1990년 4월호
- 《소학 2학년》
  - 1970년 4월호 ~ 1986년 8월호, 1987년 4,5월호
- 《소학 3학년》
  - 1970년 4월호 ~ 1986년 8월호, 1987년 1월호 ~ 5월호, 1989년 4월호 ~ 1990년 12월호, 1991년 3,4월호
- 《소학 4학년》
  - 1970년 4월호 ~ 1986년 7월호, 1987년 4,5월호, 1988년 6월호 ~ 1990년 11월호, 1991년 1월호, (1991년 3,4월호[D])
- 《소학 5학년》
  - 1973년 4월호 ~ 1986년 7월호, 1987년 4월호, 1989년 4월호 ~ 1990년 12월호, 1991년 12월호
- 《소학 6학년》
  - 1973년 4월호 ~ 1986년 7월호, 1987년 4월호, (1989년 4월호 ~ 1990년 12월호), (1991년 12월호[E])
- 《테레비군》 쇼가쿠칸
  - 1976년 12월호 ~ 1977년 8월호, 1979년 5월호 ~ 1983년 3월호
- 《쇼가쿠칸 BOOK》 (《쇼가쿠칸 북》)
  - 1974년 1월호 ~ 3월호, 5월호 ~ 9월호
- 《별책 소년 선데이》
  - 1973년 6월호 ~ 1974년 3월호 (전10회, 모든 학년 잡지의 재록)
- 《증간 소년 선데이》
  - 1975년 ~ 1976년 (2년간 단편 4작품을 게재)
- 《월간 코로코로 코믹》
  - 1979년 ~ 1996년

연재기간에 대해서는 요네자와(2002년)에 따른다. 또한 잡지의 호수에 의한 표기를 위한 실제의 발매월은 1개월 어긋나기 때문에 주의가 필요하다. 또한 《월간 코로코로 코믹》 2002년 4월호에서 〈코로코로 창간 25주년 기념 명작극장 도라에몽〉이라는 제목으로 다시 게재되어 있다(그러나 매년 1월호부터 3월호까지는 영화의 만화판이 게재되기 때문에 휴재가 된다).

### 작품수
도라에몽학(學)의 제창자인 요코야마 야스유키는 총수를 1344로 하고 있다. 내역은 이하와 같다.
- 《소학 1학년》: 187화
- 《소학 2학년》: 203화
- 《소학 3학년》: 233화 (〈가라파 별에서 온 남자〉를 1화로 계산. 소학 4학년과 동시 게재)
- 《소학 4학년》: 235화 (〈가라파 별에서 온 남자〉를 1화로 계산. 소학 3학년과 동시 게재)
- 《소학 5학년》: 184화 (23화는 소학 6학년과 동시 게재)
- 《소학 6학년》: 184화 (23화는 소학 5학년과 동시 게재)
- 《테레비군》: 54화 (그 중 7화는 별책 부록의 것)
- 《쇼가쿠칸 BOOK》: 8화 (연재 당시에는 〈도라미짱〉이라는 제목으로 설정이 미묘하게 달랐다)
- 《소년 선데이 증간》: 4화
- 《월간 코로코로 코믹》: 21화 (그 중 17화는 대장편 도라에몽[F]을 가리킨다)
- <텐토무시 코믹스 애니메이션판>: 1화
- 《요이코》: 27화
- 《유치원》: 26화
- 《입학 준비 소학 1학년》: 1화
- <텐토무시 코믹스>: 1화

### 탄생의 경위
《도라에몽》이 될 때까지의 과정을 그린 만화 《도라에몽 탄생》에 따르면 새로운 연재 마감일이 가까이 다가오지만 작품의 구상이 전혀 떠오르지 않는다는 절박한 상황임에도 불구하고 후지코 F. 후지오는 아이디어가 바로 떠올려지게 하는 편리한 기계가 있었으면 좋겠다고 공상하거나 과거에도 아이디어가 떠오르지 않은 채 도둑 고양이의 벼룩 제거를 시작했다는 경험이 있었다는 사실 등과 결말도 없는 것을 생각하며 낭비로 시간을 허비해 버렸다. 그리고 마침내 마감일 아침이 찾아와 곤란함 끝에 “아무것도, 전~혀전혀 나오지 않고 있지. 화자 파멸!”(なんにも、ぜーんぜんまとまってない!! わしゃ破滅じゃー)라고 외치면서 계단을 뛰어 내렸는데 우연히 놓여져 있던 딸의 오키아가리코보시(오뚝이)가 비틀거렸고 그 순간 “도둑고양이와 오키아카리코보시”라는 아이디어가 결합되어 도라에몽이 탄생했다고 한다. 또한 “모자란 인간을 편리한 기계가 돕는다”라는 내용도 자신이 쌓고 지금에 온 것이라고 한다.
위와 같이 연재 직전까지 캐릭터가 정해져 있지 않았기 때문에 연재 개시 전월에 게재된 예고는 신작의 제목도 주인공인 도라에몽의 모습도 그려져 있지 않은 특이한 형태를 띠고 있었다. 후지코 후지오 Ⓐ에 따르면 후지코 F. 후지오는 도라에몽의 캐릭터를 만들 때 고양이의 디자인을 만화화한 것을 다수 그렸다고 한다.
만화 평론가 요네자와 요시히로는 도라에몽의 발상의 원형의 하나로서 무엇이든 나오는 마법의 가방을 가지고 있는 고양이 캐릭터가 주인공인 미국의 만화 《고양이 펠릭스》를 들었다.

### 해외 전개

도라에몽 한국판 로고

《도라에몽》은 만화, TV · 영화 애니메이션이 모두 일본 국외로 번역되어 소개되었고, 특히 동아시아와 동남아시아 국가에서 인기를 끌고 있다. 일본 외에서는 보통 작품 제목을 영어로 《Doraemon》으로 표기하지만, 원작의 《ドラえもん》이라는 가타카나와 히라가나를 섞어 쓴 표현을 재현하기 위해 알파벳의 대문자와 소문자를 함께 사용하여 《DORAemon》 등으로 표기되는 경우도 있다. 중국, 대만, 말레이시아 등에서의 중국어 표기는 오랫동안 《机器猫》(Jīqìmāo, 로봇 고양이), 《小叮噹》(Xiǎodīngdāng, 작은 종) 등으로 적혔지만 1997년 이후 정규 출판물에서는 원음에 가까운 발음인 《哆啦A夢》으로 통일되었다(아직 《小叮噹》이라고 되어 있는 것은 우선 해적판). 한국어 표기는 《도라에몽》이며, 어두에 오는 탁음은 탁음으로 적지 않는다는 규칙이 없다면 《토라에몽》이 될 수도 있다. 남아시아에서는 영문 표기로는 《Doraemon》이지만 힌디어 표기 등에서는 《डोरेमोन》《ডোরেমন(doremon)》이 된다. 제목의 경우 스페인에서는 《Doraemon el gato cósmico》(우주 고양이 도라에몽), 미국에서는 《Doraemon: Gadget Cat from the Future》(도라에몽: 미래에서 온 고양이 로봇)처럼 바꿔쓰는 등 국가에 따라서는 원작에는 없는 독자적인 제목을 붙이는 경우도 있다.

#### 만화의 출판
원작 만화가 출판된 국가 및 지역으로는 중국, 홍콩, 대만, 대한민국, 베트남, 필리핀, 말레이시아, 싱가포르, 태국, 라오스, 캄보디아, 인도네시아, 키프로스, 이탈리아, 스페인, 프랑스, 러시아이다. 각국의 만화 잡지(香港青文社 〈HAPPY DRAGON 快樂龍〉 등)에 연재되고 있다.
미국 · 캐나다에서는 2013년 11월부터 만화책이 전자책으로 제공되고 있다(아메리칸 코믹 풍으로 채색하여 등장인물에 애칭을 붙이고 있다).
베트남에서는 정규판이 출판되기 이전에 해적판이 1,000만부 이상 판매되었으며 1994년에 정규판을 출판함에 있어서 그때까지 원작자가 받아야 하는 인세(일본 화폐로 약 2천만 엔 상당)를 지불하고 신청했지만 후지코 F. 후지오가 “이 돈이 현지 아이들을 위해 사용되었으면 좋겠다”고 희망했기 때문에 빈곤 가정의 취학 희망 아동을 지원하는 “베트남 아이들을 위한 도라에몽 교육 기금”이 설립되었다. 그래서 후지코 F. 후지오는 이에 따라 베트남을 방문하였다.
다언어사회인 스페인에서는 스페인어(카스티야어), 카탈루냐어를 포함한 5개 언어로 출판되었다.

##### 스페인판
Planeta DeAgostini에서 만화를 게재한다.

#### 애니메이션의 방송
애니메이션은 동아시아(타이완, 한국, 홍콩, 마카오, 중국), 동남아시아(인도네시아, 말레이시아, 타이, 베트남, 필리핀, 싱가포르, 캄보디아), 남아시아(인도, 방글라데시, 부탄, 네팔, 파키스탄), 오세아니아(오스트레일리아), 북미(미국), 중남미(브라질, 콜롬비아, 칠레, 아르헨티나, 에콰도르, 볼리비아, 페루, 파라과이, 베네수엘라, 파나마, 멕시코, 푸에르토리코, 쿠바, 도미니카 공화국, 니카라과, 코스타리카, 온두라스, 엘살바도르), 유럽(스페인, 이탈리아, 프랑스, 포르투갈, 폴란드, 벨라루스, 러시아, 영국), 중동(사우디아라비아, 예멘, 카타르, 아랍에미리트, 오만, 이스라엘, 터키), 아프리카(알제리, 리비아, 튀니지)에서도 방송한다(2016년 2월 현재 오스트레일리아, 미국, 폴란드, 영국에서는 방송되지 않고 있다). 또한 외무성이 문화 소개를 목적으로 레바논과 피지, 동티모르, 미얀마 등에서 영화 《도라에몽 노비타의 공룡 2006》의 상영을 실시한 적도 있다.
기무라 쥰이치 프로듀서(1998년 당시)에 따르면 동남아시아에서의 애니메이션 방송은 시청률 70%를 넘을 수도 있다고 한다. 동남아시아 국가에서는 노비타의 엄마가 도라에몽의 도구로 꼼짝 못하게 되면 아이가 기뻐하는 특징도 보인다.

##### 방글라데시판
방글라데시에서는 인도의 힌디어판이 방송되어 인기를 끌었지만 아이들이 힌디어를 너무 많이 사용하게 되어 공용어인 벵골어 학습에 지장이 생길 것을 우려해 2013년 2월에 방송이 금지되었다. 그 후 2014년 4월부터 새롭게 제작된 뱅골어 더빙판이 방영되기 시작했다.

##### 스페인판
스페인에서는 위의 만화판처럼 다언어사회의 국정을 번성하여 여러 언어로 방송되어 인기를 얻고 있다. 2014년 9월부터 12월에는 1994년의 방영 시작 20주년을 기념하여 시청자 참가형 어트렉션 프로그램 〈도라에몽 랜드〉가 시리즈로 방송되었다.

##### 예멘판
아랍어로 방송되었는데 주제가를 새로 작사 작곡해서 다시 방송했다. 그런데 이게 한국어 몬더그린으로 얀데레 얀데레 정신차려 소비에트 나마꿈 소비에트는 없다. 양초를 써요 엄마 마약해 같은 소리로 들리는 바람에 컬트적인 인기를 끌었다.

## 파생작

### 비디오 게임
도라에몽 게임의 경우, 많은 게임이 출시되었다. 패미컴, 드림캐스트, 플레이스테이션 등 많은 가정용 게임기용으로 출시가 됐으나, 평가 점수가 높거나 완성도가 높은 게임은 거의 없다. 닌텐도 64용 게임중 '3개의 정령석'이라는 게임이 있는데, 모비 게임즈(Moby Games)에서 10점 만점 중 5점을 받았는데, 그 리뷰에서는 "도라에몽 3개의 정령석은 파렴치할 정도로 슈퍼 마리오 64를 벤치마킹했다."라는 말이 있다. 패밀리 컴퓨터의 도라에몽 게임은 마이크로 불어 실행시킬 수 있는 게임 중 하나였다.
도라에몽 게임을 즐기려면 (www.dora-world.com일본어)에 들어가면 된다.

### 내용주
1. 1 2  원래는 후지코 후지오 명의로 되어 있었다. 그러나 현재 콤비 해체로 인해 후지코 F. 후지오 명의가 되었다.
2. ↑  원래는 공상 과학 만화가 아니다.
3. ↑  단행본 1권분 정도의 볼륨
4. ↑  《초3》과 동시 게재
5. ↑  《초5》와 동시 게재
6. ↑  절필 작품인 《대장편 도라에몽 노비타의 태엽도시 모험기》도 포함하고 있다.
7. ↑  《1978년 발행 《코로코로 코믹 디럭스 도라에몽 · 후지코 후지오의 세계》 초출(현재 절판되었고 잡지 《난, 도라에몽》 제25호의 부록 책자 《도라에몽 텐토무시 코믹스 미수록 작품집》에 재수록). 영화 《2112년 도라에몽의 탄생》의 원안의 일부이기도 하다.
8. ↑  이 제목은 일본에서 발행하고 있는 《SHOGAKUKAN ENGLISH COMICS Doraemon》의 제목에도 사용되고 있다.
9. ↑  베트남판에 대한 자세한 내용은 여기 참고

### 참조주
- x권은 텐토무시 코믹스 《도라에몽》에서의 권수를 나타낸다.

1. 1 2 3  쇼가쿠칸 도라에몽 룸편 《도라에몽 심독하기 가이드 ~텐 거미 탐정단~》
2. ↑  예외로 "대장편"도 있다
3. 1 2 3 4 5  쇼가쿠칸 룸편 《도 · 라 · 컬트 도라에몽 통의 책》
4. ↑  〈야메사세(그만 해) 로봇〉(《소학 2학년》 1982년 12월호 게재, 단행본 미수록)의 전체.
5. ↑  〈공중 낚시 세트〉(《소학 1학년》 1982년 12월호 게재, 단행본 미수록)
6. ↑  〈거꾸로 카메라〉(《소학 4학년》 1981년 12월호 게재, 단행본 미수록)의 속표지를 제외한 모든 것
7. ↑  제26권 수록 〈공기 중계 위성〉
8. ↑  〈시즈짱 스위트 홈〉 제35권 수록
9. ↑  〈사카유멘에서 좋은 꿈을 꿨다〉 제36권 수록
10. ↑  《Neo Utopia 별책 129.3》 네오 유토피아, 1998년 발행
11. ↑  안도 겐지《봉인 작품의 우울》 요센샤, 2008년, pp.17 - 19. 이것은 비디오 리서치의 기록이다.
12. ↑  【환상의 도라에몽】 (하) - 산케이 뉴스 2009년 1월 12일
13. ↑  《소학 4학년》 1969년 12월호 후지코 F. 후지오 대전집판 《도라에몽》 1권의 권말 자료에 게재되어 있다.
14. 1 2  《후지코 F. 후지오의 세계》 (1997년)
15. ↑  《후지코 F. 후지오론》, 카와데쇼보신사, p223
16. ↑  믿음직스럽지 못한 노비타, 인기 있다? 도라에몽, 전자책으로 미국 진출 아사히신문, 2013년 11월 22일
17. ↑  아이들의 미래와 세계에 대한 생각 간담회
18. ↑  〈TV 가을의 진 지상파의 모색 (하) 애니메이션 버블 오래가는 소프트 기대〉《아사히 신문》 1998년 10월 2일 석간, 11면.
19. ↑  도라에몽: 방글라데시에서 방송 금지 뱅골어 학습에 "방해" 보관됨 2013-02-23 - 웨이백 머신 마이니치 신문 2013년 2월 20일
20. ↑  Asian TV

## 참고 문헌
출판물의 절에 설명되어 있는 서적 이외로, 본 절에서는 주로 참조한 문헌을 꼽는다. 또한, 도라에몽 관련 서적은 여기에서 언급한 것 이외에도 다수 출판되고 있다.
- 《후지코 F. 후지오의 세계 - 완전보존판(원더 라이프 스페셜)》 쇼가쿠칸, 1997년, ISBN 978-4091025692
- 미나미 히로시헨 《현대 사회의 심리 (1) 도라에몽 연구 어린이들에게 만화란 무엇인가》 브레인출판, 1981년, ISBN 978-4892425103
- 요네자와 요시히로 《후지코 F. 후지오론 - F와 A의 방정식》 카와루쇼보신사, 2002년, ISBN 4309265499

## 같이 보기
- 다른 나라의 도라에몽 버전 목록
- 도라에몽: 미래에서 온 고양이 로봇
- 도라에몽 (베트남판)
- 도라에몽 최종화 동인지 문제 - 《도라에몽》의 저작권 문제의 예.
- 도라 핫 파 - 《도라에몽》《닌자 핫토리군》《파만》의 약어.
- 도라 Q 파만 - 만화 작품. 《오바케의 Q 타로》나 《파만》의 크로스오버 작품.
- 도라에몽의 연표
- TOYOTA - CM에서 실사판이 만들어졌다. 전원이 30세가 되어 있는 설정이며 도라에몽은 장 르노, 노비타는 쓰마부키 사토시, 시즈카는 미즈카와 아사미, 자이언은 오가와 나오야, 스네오는 야마시타 도모히사가 연기하고 있다. 그 밖에도 자이코는 마에다 아쓰코, 데키스기 히데토시는 우치무라 고헤이, 시즈카 아버지는 미우라 도모카즈가 연기하고 있다.
- 동래구청
- 연방 통신 위원회
- 도라에몽 제트